# レインボー会議
レインボー会議（レインボーかいぎ）とは、1929年4月11日に関東における麻雀のルールの統一を行った会議である。
この会議では現在の日本における麻雀の基本ルールの多くが決定された。

## 概要
日本に麻雀が普及し始めた頃はルールは統一されておらず団体も乱立しており、基本的なルールでさえばらばらの状態だった。
関西では1927年6月に全関西麻雀連盟による関西における統一ルール「全関西麻雀連盟標準麻雀競技規則」が制定され、1928年秋には関東に先んじて大規模な大会の開催に成功していた。
そこで國民新聞社と文藝春秋社が音頭を取り、当時の関東麻雀界の関係者と有識者が内幸町大阪ビル1号館内のグリル「レインボー・グリル」に集い、関東における統一ルールである「日本麻雀標準規則」を制定した。

## 参加人物
計26名。肩書は当時のもの。
- 主唱代表
  - 菊池寛（文藝春秋社、日本麻雀連盟総裁）
  - 宝田通元（國民新聞社）
- 起草委員長
  - 濱尾四郎（子爵・作家、日本麻雀連盟）
- 委員
  - 空閑緑（本名：空閑知鵞治、日本麻雀連盟の創立者）
  - 寺木定芳（歯科医、日本麻雀連盟副総裁）
  - 長尾克（日本麻雀連盟）
  - 林茂光（本名:鈴木郭郎、日本麻雀連盟）
  - 杉浦末郎（日本麻雀協会）
  - 松山省三（洋画家・カフェ経営者）
  - 菅忠雄（小説家）
  - 藤井尚治
  - 田口弼一（官僚）
  - 大池眞（官僚）
  - 木村衛（日本麻雀連盟）
  - 西門慶
  - 河村一郎（日本麻雀連盟理事長）
  - 田中隆一郎
  - 矢田真太郎
  - 西東南北
  - 小菅弘
  - 前田清（昭和麻雀会）
  - 高橋緑鳳（本郷麻雀会）
  - 船木慶一
  - 榛原茂樹（銀雀会）
  - 武天祐（日本麻雀連盟、李天公〈本名：栗田貢〉の代理として出席）
  - 伊藤忠夫

## 会議での決定事項
- 符底は20符
- 門前清自摸和は一翻役、門前加符は10符
- 平和役の例外事項（門前清自摸和と平和の複合を認める）
- 満貫500点（現在のリーチ麻雀ルールで2000点相当）

## その他
- 日本麻雀連盟はこの決定事項の一部（平和役の例外事項）に異議を唱え、採用しない部分があった。
- 門前加符10符の採用により平和に限りツモよりロンのほうが点数が高くなったため、鎌倉在住のグループによってツモの2符を無視することで点数を是正する自摸八（つもはち）計算が考案された。